# 高子二十境
高子二十境（たかこにじゅうきょう）は、福島県伊達市にある景勝地。

## 概要
江戸時代中期に陸奥国伊達郡の漢文学者・熊坂覇陵が中華人民共和国陝西省西安市にある「輞川二十景」に倣って地元の20か所の景観地を選び、それぞれの地に名前を付けて漢詩を読んだことから始まる。熊坂覇陵、台州、磐谷など熊坂三代親子や画家の谷文晁の絵が残る名景地であり、高子沼も含まれている。
現在、高子二十境に比定される場所には異論があり、当時の場所とは異なる可能性がある。また、明治期に高子二十境の名称が字名に使用されるようになり、現在も伊達市の上保原地区に残されている。

## 名称
1. 丹露盤
2. 玉兎巖
3. 長嘯嶺
4. 龍脊巖
5. 採芝崖
6. 帰雲窟
7. 将帰阪
8. 狸首岡
9. 隠泉
10. 高子陂(高子沼)
11. 不羈坳
12. 拾翆崖
13. 遍照原
14. 走馬嶺
15. 白鷺峰
16. 雩山
17. 禹父山
18. 愚公谷
19. 白雲洞
20. 古樵丘

## アクセス
- 阿武隈急行線高子駅から徒歩10分。